# Нескінченність (фільм, 1996)
«Нескінченність» (або «Нескінченне кохання», англ. Infinity) — американський фільм 1996 року Метью Бродеріка, який також зіграв у ньому головну роль. Знято за автобіографічними книгами нобелівського лауреата фізика Річарда Фейнмана.

## Сюжет
Дія фільму починається 1924 року з того, що Річард і його батько Мелвілл гуляють парком, де Мелвілл науково пояснює сину фізичні явища. 1934 року Річард та Арлін навчаються в середній школі і в них починаються романтичні стосунки. У коледжі в Арлін проявляється хвороба лімфатичних вузлів. Потім сюжет переноситься до Лос-Аламосу, де працює Річард, і до шпиталю в Альбукерке, де лежить Арлін.

## В ролях
| Актор                      | Роль                                  |
| -------------------------- | ------------------------------------- |
| Метью Бродерік/Джефрі Форс | Річард Фейнман                        |
| Патриція Аркетт            | Арлін Ґрінбаум                        |
| Пітер Ріґерт               | Мелвілл Фейнман                       |
| Крістін Даттіло            | Джоан Фейнман сестра Річарда Фейнмана |
| Мелісса Делізія            | Джоан Фейнман у дитинстві             |
| Девід Дрю Ґаллахер         | Гарольд                               |
| Раффі ді Блазіо            | Роберт                                |
| Джош Кітон                 | Девід                                 |
| Джеймс Хонг                | продавець із рахівницею               |

## Критика
На агрегаторі рецензій Rotten Tomatoes рейтинг схвалення складає 62 %. Роджер Еберт нагородив фільм 3 зірками з 4. Леонард Малтін 2,5 зірки з 5.

## Додаткові факти
- Мішель Фейнман, названа дочка Річарда та Гвінет Фейнман, зіграла у фільмі маленьку роль дівчини в поїзді.